# 淋しがりや
『淋しがりや』（さびしがりや、原題:The Lonesome Mouse、1943年5月22日）は、『トムとジェリー』の作品のひとつ。日本においてはパブリックドメインである。

## スタッフ
- 監督 - ウィリアム・ハンナ、ジョセフ・バーベラ
- 作画 - ケネス・ミューズ、ジョージ・ゴードン、ジャック・ザンダー、ピーター・バーネス（全員クレジット無し）
- 音楽 - スコット・ブラッドリー（クレジット無し）
- 製作 - フレッド・クインビー (初公開版のみクレジット無し)

## 作品内容
昼寝をしているトムの頭上にジェリーは花瓶を上から落とすイタズラをする。それがお手伝いさんに見つかってしまい、花瓶を割ったとしてトムは家の外へつまみ出されてしまう。
狭い巣穴でくすぶる必要のなくなったジェリーは、憎きトムの居住空間でやりたい放題。…のはずだったが、夜になると月明かり照らす窓際で、ガックリと落ち込んだ様子を見せる。
| 「 | トムが恋しくなるなんて思わなかっただろう？一緒に暮らすことはできなくても、いないと楽しくないからさ。 でも君が本気で望むのなら、彼を助けることだってできるはずだよ。 | 」 |

そう語りかける声に気付かされたジェリーはある作戦を思いつく。そして外にいるトムに会いに行き、仕返しに襲いかかろうとする彼を止めつつ「家に戻りたいだろ？それなら…」と耳打ちする。
トムを家に帰す計画は、お手伝いさんの前で実行されることとなった。ジェリーが考えた作戦とは「トムがジェリーを捕まえる」という芝居だった。
芝居は見事に成功し、「ネズミを退治した」と思い込んだお手伝いさんに褒められたトムは、ご褒美の印としてパイをもらう。そこへジェリーが現れてパイをもらおうとするが、一口も分ける気のないトムはジェリーを爪弾きにしてしまう。怒ったジェリーはトムの尻を蹴飛ばし、彼の顔をパイの中へ沈める。「この裏切り者の、どうしようもない浮気者め！」と、ジェリーはトムに憤慨しながらその場を去っていった。

## 登場キャラクター
トム
ジェリーのイタズラによりお手伝いさんに追い出されるが、ジェリーに作戦を持ちかけられると同意し、ジェリーと共に追いかけっこの演技を行う。その後、ジェリーを退治したと思い込んだお手伝いさんよりご褒美にパイをもらうが独占しようとしたため、これに憤慨したジェリーに蹴飛ばされてしまう。
普段はあまり人語を話すシーンがないが、今回はかなり流暢に喋っている。
ジェリー
トムがいなくなった事に初めは喜んでいたが次第に淋しくなり、トムが家へ戻れるよう計画を立案する。その後はトムと喧嘩をするフリをして仲睦まじい姿を見せるが、トムが褒美にもらったパイを独占してしまったため、トムを蹴飛ばして罵倒しながら去って行った。
トムと同様、普段は人語をめったに喋らないが、今回は台詞量が多い。
お手伝いさん
トムを役立たずと見なして外へ追い出すが、その後「芝居」としてトムがジェリーを退治すると、再びトムを迎え入れ、ご褒美にパイを与えた。

## 備考
ジェリーがトムのベッドに描かれたトムの顔にアドルフ・ヒトラーのような落書きをし唾を吐くシーンは、カートゥーン ネットワークなどの一部テレビ放送版ではカットされている。
タイトルに用いられてる「淋」は常用漢字ではなく、現在一般的には「寂」が用いられる。